# Chiesa cattolica greca di rito bizantino
La Chiesa cattolica greca di rito bizantino è una Chiesa sui iuris nell'ambito della Chiesa cattolica, che fa uso del rito bizantino in lingua greca, antica e moderna. È diffusa in Grecia e in Turchia.

## Storia
Anche se tentativi di ricomporre il Grande Scisma (1054) tra cristiani greci e latini erano stati posti in essere nel tardo medioevo tramite il concilio di Lione (1274) e quello di Firenze (1439) le prime conversioni greche al cattolicesimo non si verificarono che alla fine del XIX secolo, durante l'occupazione ottomana, con la creazione di una chiesa cattolica sui iuris creata appositamente per i greci cattolici di rito bizantino. Furono così costruite chiese cattoliche nel villaggio di Malgara in Tracia e, prima della fine del secolo, a Costantinopoli e a Calcedonia, in Turchia.
Molto meno numerosi erano in quel periodo i cattolici di rito latino, che formavano la maggior parte della popolazione in alcune isole greche (come Rodi) e che per la maggior parte erano discendenti di quei veneziani, genovesi, pisani ed amalfitani che si erano stabiliti su quelle isole per fini legati al commercio.
Nel 1907 un prete nativo della Grecia, padre Isaias Papadopoulos, che aveva contribuito a costruire la Chiesa in Tracia, fu nominato da Roma vicario generale per i cattolici greci all'interno della delegazione apostolica di Costantinopoli e nel 1911 gli fu data la consacrazione episcopale stabilendo in tal modo un nuovo ordinamento per i cattolici greci, in modo che più tardi l'ordinariato sarebbe diventato un esarcato. In questo modo fu fondata la Chiesa cattolica greca di rito bizantino. Nel 1922 era vescovo dei greci cattolici mons. Calavassi.
Dopo il conflitto armato tra Grecia e Turchia, in seguito alla "Catastrofe dell'Asia Minore", i cattolici greci traci si rifugiarono in Macedonia mentre la comunità di Costantinopoli emigrò ad Atene insieme al proprio vescovo e all'Istituto religioso delle Sorelle del Pammakaristos, fondato nel 1920. 

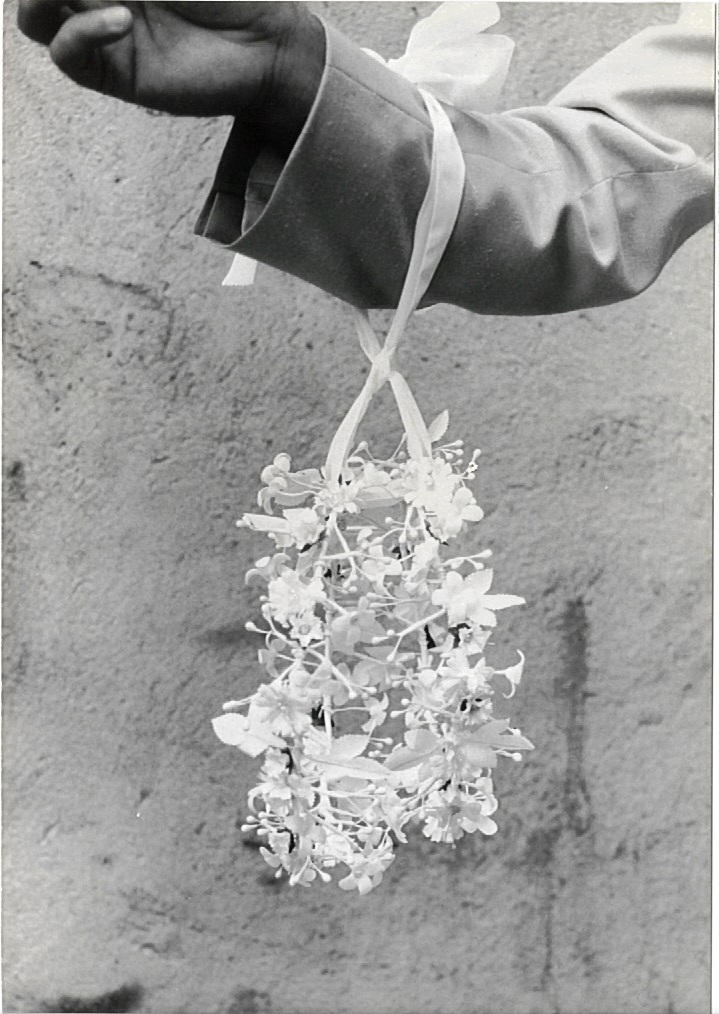
Corone utilizzate nel Rito greco-bizantino

Nel 1932 il territorio dell'Esarcato greco-cattolico di rito bizantino fu limitato unicamente allo stato greco e separato dall'Esarcato apostolico di Costantinopoli creato per i cattolici residenti in Turchia. A causa della continua emigrazione e dei frequenti incidenti che avevano come bersaglio i greci, la comunità in tale esarcato si è tuttavia ridotta notevolmente, tanto che l'ultimo prete greco cattolico, morto nel 1997, non è mai stato sostituito.
Le autorità religiose ortodosse greche, anche quelle che hanno sempre avuto buoni rapporti con i cattolici latini, hanno visto di cattivo occhio una Chiesa cattolica greca di rito bizantino.

## Cronologia
- 1856 Un presbitero di rito latino, John Marangos, crea un gruppo molto piccolo di cattolici bizantini a Costantinopoli.
- 1878 John Marangos si trasferisce ad Atene.
- 1880 comunità cattoliche bizantine si formano anche in due villaggi della Tracia.
- 1911 Viene creato un ordinariato ad Istanbul per i greci nell'Impero Ottomano. Isaias Papadopoulos fu il suo primo vescovo. A lui successe nel 1920  Giorgio Calavassy.
- 1922 In seguito alle guerre greco-turche Calavassy  si trasferisce ad Atene, e  l'ordinariato viene elevato ad esarcato apostolico.
- 1932 L'esarcato viene diviso in due Esarcati: uno ad Istanbul e l'altro ad Atene.
- 2001 Visita del papa Giovanni Paolo II in Grecia.

## Circoscrizioni ecclesiastiche
- In Grecia: Esarcato apostolico di Grecia
- In Turchia: Esarcato apostolico di Costantinopoli

## Fonti
- (EL)  Ελληνική Καθολική Εξαρχία, elcathex.gr
- Oriente Cattolico (Vatican City: The Sacred Congregation for the Eastern Churches, 1974)
- Annuario Pontificio.

| Controllo di autorità | VIAF (EN) 171400197 · LCCN (EN) n2011068231 |